# Platydytes coarctaticollis
Platydytes coarctaticollis är en skalbaggsart som först beskrevs av Régimbart 1894.  Platydytes coarctaticollis ingår i släktet Platydytes och familjen dykare. Inga underarter finns listade i Catalogue of Life.